# Orba (Spagna)
Orba è un comune spagnolo situato nella comunità autonoma Valenciana. Si ritrova a circa 11 km dalla città di Dénia, lo scrittore spagnolo Cristobal Zaragoza, vincitore del Premio Planeta nel 1981 è morto in questo paese il 24 febbraio 1999.

## Etimologia
Il nome Orba è di origine araba è significa "luogo dove l'acqua sorge dalle montagne"..

## Luoghi da visitare
La chiesa di antica costruzione che si ritrova in piazza è stata restaurata nel 1917 ed è impreziosita dai dipinti dell'artista Carlos Ruano Llopis, nativo del comune (1879-1950).

## Geografia fisica

### Clima
Il clima della Costa Blanca è stato definito dalla WHO come uno dei più salutari al mondo Orba in estate raggiunge i 30 gradi mentre scende verso i 20 gradi nelle stagioni più fredde, l'umidità è bassa.

## Società

### Evoluzione demografica
Censimenti della popolazione si sono registrati nel corso dei tempi, nel 1887 si contavano 1.067 persone mentre nel 1930 1.356

## Flora e fauna
Si ritrova la rarissima pianta linaria orbensis, ed è l'unico luogo al mondo dove risulta  specie endemica.